# Stenothoides ussuriensis
Stenothoides ussuriensis är en kräftdjursart. Stenothoides ussuriensis ingår i släktet Stenothoides och familjen Stenothoidae. Inga underarter finns listade i Catalogue of Life.